# Рутарс Кавецо (Горица)
Рутарс Кавецо је насеље у Италији у округу Горица, региону Фурланија-Јулијска крајина.
Према процени из 2011. у насељу је живело 23 становника. Насеље се налази на надморској висини од 143 м.